# Eisenhüttenstadt
Eisenhüttenstadt je mesto, ki leži v nemški zvezni državi Brandenburg (Nemčija). Nahaja se ob reki Odri v okrožju Oder-Spree. 31. decembra 2008 je mesto imelo 32.214 prebivalcev.